# Ecma国际
Ecma国际（英語：Ecma International）是一个致力于信息和通讯系统标准化的国际性行业组织。1994年之前，名为欧洲计算机制造商协会（European Computer Manufacturers Association）。因为计算机的国际化，组织的标准牵涉到很多其他国家，因此组织决定改名表明其国际性。现名称已不属于首字母缩略字。
组织在1961年的日内瓦建立为了标准化欧洲的计算机系统。在欧洲制造、销售或开发计算机和电信系统的公司都可以申请成为会员。

## 目标
Ecma国际的任务包括与有关组织合作开发通信技术和消费电子标准、鼓励准确的标准落实、和标准文件与相关技术报告的出版。四十年来，Ecma建立了很多信息和电信技术标准。组织出版了370标准（页面存档备份，存于）和90技术报告（页面存档备份，存于），大约三分之二被国际标准化组织批准为国际标准。
与国家政府标准机构不同，Ecma国际是企业会员制的组织。组织的标准化过程比较商业化，自称这种营运方式减少官僚追求效果。

## Ecma标准
Ecma国际负责的标准包括：
- CD-ROM格式（之后被国际标准化组织批准为ISO 9660）[1]
- C#语言规范[2]
- C++/CLI语言规范
- 通用語言架構（CLI）[3]
- ECMAScript语言规范（以JavaScript為基礎）[4]
- Eiffel语言[5]
- 电子产品环境化设计要素[6]
- Universal 3D标准[7]
- OOXML
- Dart语言规范[8]

昇陽一开始申请把Java标准化，但是之后收回其申请，因为昇陽不希望丢失Java的控制权。
Ecma被委托引导HVD标准化的责任。HVD（全息通用光盘）是一种利用全息技术的高密度光碟，将能够储存上百GB。2007年6月11日，Ecma出版了两版HVD标准：ECMA-377（200GB的HVD插卡）和ECMA-378（100GB的HVD-ROM光盘）。他下一步准备建立一个30GB的HVD标准和提交这些标准给国际标准化组织批准。